# Марион, Шарль Станислас
Шарль Станислас Марьон (фр. Charles Stanislas Marion; 1758—1812) — французский военный деятель, бригадный генерал (1805 год), барон (1810 год), участник революционных и наполеоновских войн. Имя генерала выбито на Триумфальной арке в Париже.

## Биография
Родился в семье винодела Андре Марьона (фр. André Marion; 1721—1784) и его супруги Марии Бастьен (фр. Marie Thérèse Bastien; 1722—1785). Поступил на службу 1 декабря 1776 года в пехотный полк Короля. 10 апреля 1780 года был произведён в капралы.
10 ноября 1789 года вышел в отставку и в тот же день избран капитаном Национальной гвардии родного Шарма. 23 августа 1791 года был избран капитаном 4-го батальона волонтёров Вогезы.
С 1792 по 1796 годы служил в Рейнской армии. 30 марта 1793 года был ранен сабельным ударом в правую руку в сражении при Райнтуркхайме. Вскоре 4-й батальон в ходе первой амальгамы вошёл в состав 15-бис полубригады лёгкой пехоты. 10 октября 1795 года произведён в командиры батальона 21-бис полубригады лёгкой пехоты, которая 20 февраля 1796 года стала просто 21-й полубригадой. 22 ноября 1795 года Марьон попал в плен в Мангейме, но уже в июне 1796 года получил свободу в процессе обмена военнопленными. 9 января 1797 года вернулся в состав 21-й полубригады. С 1797 по 1801 годы сражался на Апеннинском полуострове. 30 апреля 1797 года переведён в 93-ю полубригаду линейной пехоты. 
20 февраля 1799 года женился в Мантуе на Элизабет Альпаго (фр. Elisabeth Alpago; 1775—1834), от которой имел двух сыновей. Один из них, Франсуа, также стал генералом.
Под началом генерала Дельма отличился 25 марта 1799 года при Вероне, где атаковал поочерёдно три редута, защищаемые 1300 человек и многочисленной артиллерией. Он захватил первые два до восхода солнца. Затем он переходит к третьему, но враг настороже и принял оборонительные меры. Победа долго оспаривалась. Трижды французские гренадеры и их бесстрашный предводитель возвращались в атаку, трижды были отбиты. Наконец, четвёртая атака осуществлена, редут переходит во власть французов. Эта кровавая акция, в которой у французов осталось 11 офицеров из 24, а 200 гренадеров выбыли из строя, стоила противнику большого количества убитых и раненых, 1000 пленных, всей артиллерии и двух знамён. Вечером того же дня у моста через Адидже во главе 100 гренадер вынудил сложить оружие целую австрийскую колонну в 700 штыков, направлявшуюся к мосту. 9 мая потерял лошадь, убитую под ним в сражении при Сан-Джулиано. 12 мая от 7 до 8 тысяч русских переправились через По у Валенцы. Марьон собрал свои войска, которые весь день сражались в рассыпном строю, и двинулся плотной колонной против русских, которых он преследовал с такой решительностью и быстротой, что заставил их броситься в реку недалеко от Бассиньяны, где при переходе через неё утонуло более 1500 человек. Две пушки и весь их багаж попадали во власть французов. Сражался против армии Суворова в битве при Треббии 19 июня 1799 года, где в отсутствие командира командовал 93-й полубригадой, оказался окружённым со всех сторон, одновременно поддерживая отступление дивизии, к которой он принадлежал. Его положение критическое и не оставляет ему другой альтернативы, кроме как сложить оружие или прорваться; Марьон немедленно приказал атаковать. Атака энергичная, сопротивление упорное; с обеих сторон много убитых и раненых; но ему удалось пробиться сквозь вражеские батальоны и присоединиться к основным силам армии. Через два дня после этого славного отступления дивизии, в состав которой входила 93-я, пришлось совершить движение. В течение пяти часов отделившийся от армии Марьон оставался с единственным батальоном в присутствии противника. Успех венчает его смелость; он сдержал противника на всех участках и осуществил его отступление с таким успехом, что ему удалось не только вывести батальон из тяжёлого положения, в котором он находился, но и нанести противнику большие потери: около 300 русских остались на поле боя.
15 августа вновь отличился при Нови и 6 сентября был произведён в полковники. 16 мая 1800 года был взят в плен при капитуляции форта Савоны. 12 октября получил свободу. 18 марта 1801 года зачислен в наблюдательный корпус Жиронды.
5 октября 1803 года возглавил 24-й полк лёгкой пехоты, который входил в состав дивизии Вандама в лагере Сент-Омер.
20 августа 1805 года года стал командующим вооружением 2-го класса в Пьяченце и 10 сентября 1805 года получил звание бригадного генерала. 28 июня 1808 года был назначен командующим департамента Восточные Пиренеи.
16 марта 1809 года был отозван из департамента и с 27 марта занимался организацией маршевых батальонов, прибывавших в Перпиньян, и отправлявшихся в Страсбург. 15 апреля отправился и 20 апреля присоединился с этими батальонами к Армии Германии под Аугсбургом. 28 апреля был в Мюнхене. 27 мая возглавил бригаду в дивизии генерала Гранжана. Отличился при Ваграме. С 31 июля 1810 года без служебного назначения.
6 сентября 1810 года был включён в Булонский лагерь. С 18 февраля 1812 года командовал 2-й бригадой 10-й пехотной дивизии генерала Ледрю дез Эссара. Участник русской кампании Наполеона в России в составе 3-го корпуса маршала Нея. Сражался под Могилёвом и Смоленском. В ходе Бородинского сражения был убит. Похоронен на краю поля битвы в братской могиле.

## Воинские звания
- Солдат (1 декабря 1776 года);
- Капрал (10 апреля 1780 года);
- Капитан (23 августа 1791 года);
- Командир батальона (10 октября 1795 года, утверждён 10 января 1796 года);
- Полковник (6 сентября 1799 года, утверждён 2 мая 1800 года);
- Бригадный генерал (10 сентября 1805 года).

## Титулы

Герб барона

- Барон Марьон и Империи (фр. baron Marion et de l'Empire; декрет от 15 августа 1809 года, патент подтверждён 9 сентября 1810 года в Сен-Клу)[2][3].

## Награды
Легионер ордена Почётного легиона (11 декабря 1803 года)
 Офицер ордена Почётного легиона (14 июня 1804 года)
 Коммандан ордена Почётного легиона (2 сентября 1812 года)